# Магноника
Магноника — раздел квантовой электроники, занимающийся изучением магнонного переноса энергии или информации в твёрдых телах, и соответствующая инженерная область. В устройствах магноники, в отличие от устройств обычной электроники, энергию или информацию переносит не электрический ток, а ток магнонов. Разработаны первые образцы магнонных транзисторов и переключателей. Преимуществом спиновых волн является их на порядки меньшая длина при той же частоте, чем у световых волн. На основе достижений магноники возможно создание новых типов аккумуляторов энергии, запоминающих устройств, магнитных головок записи и т. д.